# Parti de la refondation communiste
 (février 2009).
Si vous disposez d'ouvrages ou d'articles de référence ou si vous connaissez des sites web de qualité traitant du thème abordé ici, merci de compléter l'article en donnant les références utiles à sa vérifiabilité et en les liant à la section « Notes et références ».

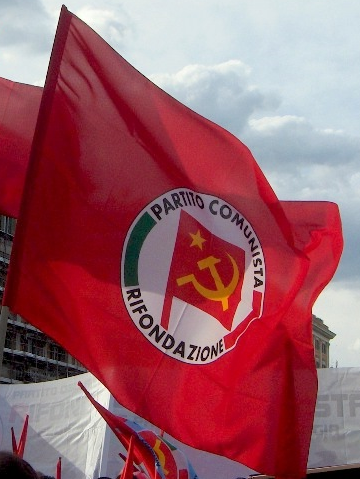
Drapeau du Parti de la refondation communiste.

Le Parti de la refondation communiste (en italien : Partito della Rifondazione Comunista, PRC) est un parti politique communiste, fondé en 1991 et appartenant au Parti de la gauche européenne (Sinistra Europea). En Italie, il est couramment désigné sous la forme abrégée Refondation communiste (Rifondazione comunista) ou simplement Refondation (Rifondazione).

## Présentation
Le Parti de la refondation communiste est formé en 1991 par une minorité du Parti communiste italien qui refusait le tournant de Bologne (svolta della Bolognina) prôné par Achille Occhetto (virage politique vers la social-démocratie qui donna naissance au Parti démocrate de la gauche) ; les dissidents du PCI se regroupèrent avec Démocratie prolétarienne (Democrazia Proletaria), et d'autres groupes d'extrême gauche comme le Parti communiste d'Italie (marxiste-léniniste). Le premier président du parti fut Armando Cossutta et son premier secrétaire national Sergio Garavini (en). Parmi les autres dirigeants politiques au niveau national on compte le député et sénateur Renato Albertini. Il publièrent un périodique bimestriel, L'Ernesto, de 1991 à 2011.
De 1994 à 2006, le PRC a été dirigé par Fausto Bertinotti, qui a été de 2006 à 2008 président de la chambre des députés. Il est actuellement dirigé par Maurizio Acerbo élu lors du congrès qui s’est tenu le 2 avril 2017.
Le PRC faisait partie de l’alliance électorale de L’Union (2006) avant de se retrouver isolé en 2008, après l’échec électoral de la Gauche - l'Arc-en-ciel.
Nichi Vendola, un de ses fondateurs, a été élu président de la région des Pouilles, le 4 avril 2005, après avoir été précédemment sélectionné à travers une élection primaire (elezioni primarie en Italie) au sein de l’alliance électorale de L'Olivier, où il a battu de justesse un candidat de centre-gauche. Nichi Vendola, leader d’une motion minoritaire lors du congrès de 2008, annonça son départ du PRC le 24 janvier 2009, pour fonder une scission, la Refondation pour la gauche.
Le PRC disposait de cinq députés dans le Parlement européen (1 971 700 votes, 6,1 % des voix en juin 2004) jusqu’au 7 juin 2009, date à laquelle il perdit tous ses eurodéputés. Il n’a plus de représentation parlementaire depuis le 14 avril 2008. Son organe officiel, quotidien depuis 1995, est Liberazione.
Le PRC a été un des fondateurs du Parti de la gauche européenne, organisation qui regroupe des formations de la gauche radicale (sont admis des partis qui ne se déclarent pas communistes) représentés au Parlement européen dans le groupe GUE/NGL.

## Histoire

### Les nouvelles valeurs de l’euro-communisme
Avec la dissolution des grands partis traditionnels, commence en Italie une nouvelle phase de la soi-disant Seconde République[réf. nécessaire]. Les valeurs du communisme sont désormais en crise, surtout au lendemain de la chute du mur de Berlin et du dépérissement du modèle soviétique. Par conséquent la ligne de la Refondation communiste est révélatrice, elle aussi, d’un tournant : vers les nouveaux idéaux de l’eurocommunisme proclamé par Enrico Berlinguer, dans le but de moderniser sa ligne politique avec la contribution des « nouveaux mouvements ».
En 1991, la fusion avec Démocratie prolétarienne permet de gonfler les rangs de la Refondation, contribue à un rassemblement de 6 % des votes aux élections de 1992. Après une brève parenthèse où le parti est dirigé par l’ex-syndicaliste Sergio Garavini (en), le PRC passe sous la direction de Fausto Bertinotti.

### Les années 1990: rendez-vous électoraux
Aux élections de 1994, la Refondation participe à la naissance de la coalition de gauche, nommée Alliance des progressistes, qui se pose en alternative au pôle centriste du Pacte pour l'Italie et à la coalition de centre droit, qui par la suite gagnera les élections, menée par Silvio Berlusconi.
Les progressistes défaits entrent dans l’opposition, mais le gouvernement en fonction ne dure pas, à cause de la défiance de la Lega Nord, et après à peine huit mois est constitué le gouvernement Dini, qui apportera au pays de nouvelles élections dans le printemps 1996. Une partie des députés de la Refondation votera la défiance contre ce gouvernement, dirigée par l’ex-secrétaire Garavini, contre les directives du parti. Ce groupe de députés forma le Mouvement des communistes unitaires qui se présenta par la suite aux élections dans les listes DS et qui conflua dans les Démocrates de gauche (DS).
En vue de ce rendez-vous électoral, s’expérimente et se consolide la formule bipolaire dans la politique italienne. Tous les partis du centre gauche donnent vie à la nouvelle alliance de L'Olivier, à laquelle la Refondation décide de prendre part, mais avec la formule du désistement et de l’appui externe : elle appuie les candidats de L’Olivier et, en échange, dans certaines circonscriptions, elle reçoit à son tour l’appui des alliés pour ses candidats sous le symbole des progressistes.

### Depuis les années 2000
Aux élections de 2006, en coalition électorale avec L’Union, le PRC obtient 5,8 % des voix à la Chambre et 41 députés. Aux élections sénatoriales, il obtient 7,4 % des voix et 27 sénateurs. En vertu de l’alliance avec le centre gauche, Fausto Bertinotti est élu président de la Chambre des députés.
En 2008, une nouvelle coalition se présente aux élections politiques ; elle rassemble, sous le nom de La Gauche - l'Arc-en-ciel, la Fédération des Verts, le Parti de la refondation communiste, le Parti des communistes italiens et la Gauche démocrate. Mais la Gauche critique, association interne au Parti, le quitte en décembre 2007 pour se présenter séparément.
Les élections de 2008 voient l’élimination de la totalité des élus du Parti de la refondation communiste, dont tous les députés et sénateurs sortants sont battus. Fausto Bertinotti abandonne la direction du parti et annonce son intention de renoncer à tout rôle politique de premier plan.
Pour les élections de 2009, afin d’éviter le risque du nouveau seuil national de 4 % (instauré en février 2009), le PRC s’allie avec le Parti des communistes italiens en une « liste anticapitaliste ». La liste échoue à obtenir des élus, avec 3,38 % des suffrages exprimés. En décembre 2009, les partis composant cette liste forment la Fédération de la gauche. Cette coalition cesse cependant d'exister à la fin 2012, à la suite de désaccords sur la stratégie à tenir en vue des élections générales de 2013. Pour ces dernières, Refondation entre dans la coalition Révolution civile, qui obtient moins de 3 % des voix.
Lors des élections européennes de 2014, en coalition avec L'autre Europe avec Tsipras, le PRC obtient l'élection d'Eleonora Forenza à la suite du désistement de Barbara Spinelli.
Depuis le 17 décembre 2017, le PRC fait partie de la coalition Pouvoir au peuple ! rassemblant également le PCI (parti communiste italien, ex PdCI) et d'autres formations politiques à la gauche du PD en vue des élections générales de 2018. Celle-ci n'obtient qu'1,13% des voix, et renonce à se présenter aux élections européennes de 2019 en Italie. Le PRC forme donc une nouvelle coalition avec la Gauche italienne pour présenter une liste nommée « La Gauche » à cette élection. Totalisant 2,7 % des voix, la gauche radicale italienne échoue à entrer au Parlement européen, alors que le Parti démocrate, est mis en difficulté.
En février 2022, quatre députées forment la mouvance « ManifestA - Pouvoir au peuple ! - Parti de la Refondation communiste - Gauche européenne » au sein du groupe Mixte de la Chambre des députés. En juin 2022, deux sénateurs font de même, dont Paola Nugnes qui rejoint le PRC.
Pour les élections générales de septembre 2022 à la suite de la dissolution anticipée du parlement, le PRC se présente au sein de l'Union Populaire avec d'autres partis de gauche. La liste est dirigée par l'ancien maire de Naples Luigi de Magistris.